# Gavin Kilkenny
Gavin Kilkenny (Dublín, Irlanda, 1 de febrero de 2000) es un futbolista irlandés. Juega de centrocampista y su equipo es el Swindon Town F. C. de la League Two.

## Trayectoria
Formado en las inferiores del mítico St. Kevin's Boys F. C., ingresó a las inferiores del AFC Bournemouth a los 16 años. Firmó su primer contrato profesional con el club en abril de 2018.
Debutó con el primer equipo el 28 de agosto de 2019 en el empate a cero contra el Forest Green Rovers F. C. en la Copa de la Liga.
El 2 de julio de 2022 fue enviado a préstamo al Stoke City F. C. Este se canceló en el mes de enero tras haber disputado cuatro partidos e inmediatamente fue cedido al Charlton Athletic F. C. La siguiente temporada la empezó en Bournemouth y la terminó en el Fleetwood Town F. C. en otra cesión.
El 29 de agosto de 2024 fichó por el Swindon Town F. C. firmando un contrato por dos años.

## Selección nacional
Es internacional en categorías inferiores por Irlanda.

## Estadísticas
Actualizado al último partido disputado el 3 de mayo de 2025.
| Club                                                                              | Div.          | Temporada     | Liga  | Liga  | Copas nacionales(1) | Copas nacionales(1) | Total | Total |
| Club                                                                              | Div.          | Temporada     | Part. | Goles | Part.               | Goles               | Part. | Goles |
| --------------------------------------------------------------------------------- | ------------- | ------------- | ----- | ----- | ------------------- | ------------------- | ----- | ----- |
| AFC Bournemouth Inglaterra                                                        | 1.ª           | 2019-20       | 0     | 0     | 2                   | 0                   | 2     | 0     |
| AFC Bournemouth Inglaterra                                                        | 2.ª           | 2020-21       | 1     | 0     | 3                   | 0                   | 4     | 0     |
| AFC Bournemouth Inglaterra                                                        | 2.ª           | 2021-22       | 14    | 0     | 4                   | 0                   | 18    | 0     |
| Stoke City F. C. Inglaterra                                                       | 2.ª           | 2022-23       | 1     | 0     | 3                   | 0                   | 4     | 0     |
| Stoke City F. C. Inglaterra                                                       | Total club    | Total club    | 1     | 0     | 3                   | 0                   | 4     | 0     |
| Charlton Athletic F. C. Inglaterra                                                | 3.ª           | 2022-23       | 8     | 0     | ―                   | ―                   | 8     | 0     |
| Charlton Athletic F. C. Inglaterra                                                | Total club    | Total club    | 8     | 0     | 0                   | 0                   | 8     | 0     |
| AFC Bournemouth Inglaterra                                                        | 1.ª           | 2023-24       | 0     | 0     | 1                   | 0                   | 1     | 0     |
| AFC Bournemouth Inglaterra                                                        | Total club    | Total club    | 15    | 0     | 10                  | 0                   | 25    | 0     |
| Fleetwood Town F. C. Inglaterra                                                   | 3.ª           | 2023-24       | 16    | 1     | ―                   | ―                   | 16    | 1     |
| Fleetwood Town F. C. Inglaterra                                                   | Total club    | Total club    | 16    | 1     | 0                   | 0                   | 16    | 1     |
| Swindon Town F. C. Inglaterra                                                     | 4.ª           | 2024-25       | 42    | 1     | 6                   | 0                   | 48    | 1     |
| Swindon Town F. C. Inglaterra                                                     | Total club    | Total club    | 42    | 1     | 6                   | 0                   | 48    | 1     |
| Total carrera                                                                     | Total carrera | Total carrera | 82    | 2     | 19                  | 0                   | 101   | 2     |
| (1) Incluye datos de la FA Cup, la Copa de la Liga de Inglaterra y el EFL Trophy. |               |               |       |       |                     |                     |       |       |